# Viktor Westerlind
Viktor Westerlind, född 1983, är en svensk kock som utsågs till Årets kock 2009. Han jobbade på restaurangen F12 i Stockholm för Melker Andersson då han vann Årets kock vid 25-års ålder.
Westerlind blev senare medlem i Svenska Kocklandslaget (2009-2012) och tog OS-guld i Erfurt 2012.